# Rafael Orlandi
Rafael Orlandi (fl. XX secolo) è stato un allenatore di calcio argentino.

## Carriera

### Allenatore
Fu il 7º commissario tecnico nella storia della Nazionale colombiana di calcio. Concluso l'incarico di Pedro López, che aveva guidato la selezione durante il Campeonato Sudamericano de Football 1957, a Orlandi fu assegnato il compito di gestire la Nazionale durante le qualificazioni al campionato mondiale di calcio 1958; le qualificazioni al Mondiale 1958 furono le prime cui la Colombia prese parte. Il CT argentino esordì in panchina il 16 giugno 1957, nell'incontro pareggiato per 1-1 con l'Uruguay a Bogotà. Durante il torneo sudamericano, la Colombia giocò 4 partite, ottenendo un solo punto: al pareggio con l'Uruguay, infatti, seguirono 3 sconfitte, contro Paraguay (20 giugno), Uruguay (30 giugno) e Paraguay (7 luglio). L'ultima gara disputata dalla Colombia nelle qualificazioni fu anche l'ultima per Orlandi, che lasciò l'incarico il 7 luglio. A succedergli fu Adolfo Pedernera.